# Belfort van Armentières
Het belfort van het Stadhuis van de Noord-Franse stad Armentières (Armentiers) is een van de 56 belforten in België en Frankrijk die tot werelderfgoed van de UNESCO verklaard zijn.

## Geschiedenis
De Franse koning Lodewijk XI liet het oude belfort van de Vlaamse stad Armentiers vernielen. In 1510 werd het heropgebouwd. Enige tijd nadat Armentiers in 1668 door Frankrijk geannexeerd werd het 67 meter hoge belfort geïntegreerd in het stadhuis. Na de Eerste Wereldoorlog moest het opnieuw volledig heropgebouwd worden.